# 1972年の日本シリーズ
1972年の日本シリーズ（1972ねんのにっぽんシリーズ、1972ねんのにほんシリーズ）は、1972年10月21日から10月28日まで行われたセ・リーグ優勝チームの読売ジャイアンツとパ・リーグ優勝チームの阪急ブレーブスによる第23回プロ野球日本選手権シリーズである。

## 概要
西本幸雄監督率いる阪急ブレーブスと川上哲治監督率いる読売ジャイアンツの2年連続の対決となった1972年の日本シリーズは、巨人が4勝1敗で勝利し、8年連続14度目の日本一。注目は、この年に日本記録の106盗塁を残した快足福本豊。しかし、巨人は緻密な野球で福本の足を完全に封じ込め、阪急が勝利を収めた第3戦で決めた1盗塁に抑え込んだ。守備でも巨人と阪急は明暗が分かれた。阪急は打力重視で起用されたソーレルは第1戦、第2戦とにわたり拙守を連発。巨人の守備陣は随所にファインプレーが出た。
MVPには第1戦の開幕投手を、第2、第4戦で好リリーフし第2戦での決勝適時打など投打にわたり活躍した堀内恒夫がMVPに選出された。
また、この年と翌年に限り1、2、6、7戦が週末（雨天順延の場合を除く）に行われるようになる（翌々年は平日開催に戻るが、翌々々年から再び週末開催になり、2023年現在まで継続している）。

## 試合結果
| 日付                                    | 試合   | ビジター球団（先攻） | スコア   | ホーム球団（後攻） | 開催球場     |
| --------------------------------------- | ------ | -------------------- | -------- | ------------------ | ------------ |
| 10月21日（土）                          | 第1戦  | 阪急ブレーブス       | 3 - 5    | 読売ジャイアンツ   | 後楽園球場   |
| 10月22日（日）                          | 第2戦  | 雨天中止             | 雨天中止 | 雨天中止           | 後楽園球場   |
| 10月23日（月）                          | 第2戦  | 阪急ブレーブス       | 4 - 6    | 読売ジャイアンツ   | 後楽園球場   |
| 10月24日（火）                          | 移動日 | 移動日               | 移動日   | 移動日             | 移動日       |
| 10月25日（水）                          | 第3戦  | 読売ジャイアンツ     | 3 - 5    | 阪急ブレーブス     | 阪急西宮球場 |
| 10月26日（木）                          | 第4戦  | 読売ジャイアンツ     | 3 - 1    | 阪急ブレーブス     | 阪急西宮球場 |
| 10月27日（金）                          | 第5戦  | 雨天中止             | 雨天中止 | 雨天中止           | 阪急西宮球場 |
| 10月28日（土）                          | 第5戦  | 読売ジャイアンツ     | 8 - 3    | 阪急ブレーブス     | 阪急西宮球場 |
| 優勝：読売ジャイアンツ（8年連続16回目） |        |                      |          |                    |              |

### 第1戦
10月21日　後楽園　入場者38010人
| 阪急 | 1 | 0 | 0 | 2 | 0 | 0 | 0 | 0 | 0 | 3 |
| 巨人 | 3 | 0 | 0 | 1 | 0 | 1 | 0 | 0 | X | 5 |

（急）●山田（1敗）、児玉、戸田－種茂、岡田

（巨）○堀内（1勝）－森

本塁打

（急）住友1号ソロ（1回堀内）、長池1号2ラン（4回堀内）

（巨）末次1号2ラン（1回山田）、末次2号ソロ（4回山田）
[審判]セ岡田功（球）パ田川　セ松橋　パ沖（塁）セ竹元　パ斎田（外）
先発は巨人が堀内、阪急は山田久志。1回表、阪急が住友平の本塁打で先制した。巨人は1回裏、一死後高田繁が四球で出塁すると、二塁へ盗塁。王貞治の適時二塁打、末次民夫の2点本塁打で巨人が逆転。末次の「本塁打」は「守備のうまい左翼手なら、あるいは捕っていたかもしれない、きわどい当たり」（日本経済新聞）だったが、左翼手ソーレルがジャンプして捕球を試みるも打球がグローブをかすめてスタンドに入った。4回表阪急は長池徳二の2点本塁打で同点。巨人は4回裏末次が本塁打を放ちリードを奪う。巨人は7回にも末次の安打、黒江の左翼線を破る二塁打に際して、ソーレルがクッションボールの処理に手まどい末次が生還して1点追加。5－3で巨人の勝利。堀内は制球が定まらなかったが、157球を投げ抜き完投。
なお、3回、王の第2打席で、阪急は遊撃手の大橋穣を中堅手の位置に守らせ、中堅手の福本豊を右中間に守らせる変則シフトを敷いた。王の第2打席は遊飛と記録されているが、これはバックスクリーン手前まで飛んだ打球を大橋が捕ったものである。
公式記録関係（日本野球機構ページ）

### 第2戦
10月23日　後楽園　入場者39666人
| 阪急 | 0 | 0 | 0 | 1 | 0 | 0 | 0 | 3 | 0 | 4 |
| 巨人 | 0 | 4 | 0 | 0 | 0 | 0 | 0 | 2 | X | 6 |

（急）足立、牧、戸田、●児玉（1敗）－種茂

（巨）高橋一、○堀内（2勝）－森

本塁打

（急）長池2号ソロ（4回高橋一）
[審判]パ斎田（球）セ谷村　パ田川　セ松橋（塁）パ道仏　セ岡田功（外）
巨人の先発は高橋一、阪急は足立。2回裏、巨人が4点を挙げる。先頭の末次の左翼ライナーに対してソーレルが目測を誤って捕球できず安打。続く黒江が右中間へ適時二塁打を放ち巨人が先制。続く森昌彦が中飛で黒江が三進。土井が左翼へフライを放つも左翼手ソーレルがこれを落球、ボールがファウルグラウンドへ転がりこの間に土井は二塁へ。高橋一の二塁ゴロで土井が三進、柴田が中前適時打を放ち3点目。続く高田の遊ゴロを大橋がエラーして土井が生還、4点目を挙げる。
阪急は4回に長池の本塁打、8回には四球、安打で1点差に追い上げる。ここで巨人は高橋一三から堀内に交代。堀内は住友を浅いフライだったが右翼手末次からの返球を森が後逸し同点。
8回裏、阪急は児玉好弘が登板。巨人は一死後黒江の遊ゴロを大橋に変わって遊撃に入った井上がエラーし出塁、森が凡退した後二死となり次打者土井を迎えたところで、阪急は土井を敬遠し、堀内との勝負を選択、二死一、二塁となる。次打者堀内の左翼線二塁打で黒江が生還、さらにソーレルがまたも打球の処理を誤り土井も生還して2点を挙げる。堀内は9回表阪急の攻撃を3者凡退に抑え、巨人が勝利。
堀内がリリーフ登板して阪急打線を抑え、また打者として決勝点を挙げるなど投打にわたり活躍、「堀内の偉大さをまざまざとみせつけた試合」（読売新聞）となった。
公式記録関係（日本野球機構ページ）

### 第3戦
10月25日　西宮　入場者34582人
| 巨人 | 1 | 0 | 0 | 0 | 0 | 0 | 0 | 2 | 0 | 3 |
| 阪急 | 0 | 0 | 0 | 2 | 2 | 1 | 0 | 0 | X | 5 |

（巨）●堀内（2勝1敗）、渡辺秀、関本－森

（急）○足立（1勝）－種茂

本塁打

（巨）長嶋1号2ラン（8回足立）

（急）加藤秀1号2ラン（4回堀内）、加藤秀2号ソロ（6回渡辺秀）
[審判]セ竹元（球）パ道仏　セ谷村　パ田川（塁）セ松橋　パ沖（外）
阪急は第2戦で先発した足立光宏が連続先発。巨人は第1戦完投、第2戦好救援の堀内が3試合連続登板。1回表巨人は末次の適時打で先制。4回表阪急が加藤秀司が、2-3から5球ファウルで粘った後左翼ポール際へ2点本塁打を放ち逆転。5回裏、阪急は先頭の種茂雅之左前打で出塁、次打者大橋がバントから強攻して三遊間へ安打。次打者足立は3球目にバント・エンドランを決め、一死二、三塁と進塁。続く福本が2点適時打を放ち追加点を挙げる。堀内は5回で降板。6回、阪急は加藤が渡辺秀武から2打席連続となる本塁打を放ち、追加点をあげる。
足立は8回、王に2点本塁打を許したものの「勝ったからいうのではありませんが、失投は111球のうち1球もありませんでした」（足立）という投球で完投、阪急が1勝を挙げた。
なお、川上が監督として出場した11回の日本シリーズで第3戦に敗れたのはこれが唯一である。
公式記録関係（日本野球機構ページ）

### 第4戦
10月26日　西宮　入場者31129人
| 巨人 | 0 | 0 | 1 | 0 | 2 | 0 | 0 | 0 | 0 | 3 |
| 阪急 | 0 | 0 | 0 | 0 | 0 | 1 | 0 | 0 | 0 | 1 |

（巨）○菅原（1勝）、関本、堀内－森

（急）●山田（2敗）、戸田、牧－種茂、岡田
[審判]セ沖（球）セ竹元　パ道仏　セ岡田功（塁）パ斎田　セ谷村（外）
阪急の先発は山田、巨人の先発は菅原勝矢。3回表巨人は先頭の柴田勲が四球で出塁、1死後、王の一塁線を破る安打を放ちで一死一、三塁と好機を作る。続く長嶋茂雄の犠牲飛球で巨人が先制。阪急はその裏先頭の福本が四球で出塁するが、菅原は福本の盗塁を警戒し一塁へ牽制球を投げ続け、8球目、福本は菅原の牽制に誘い出され一二塁間の挟殺プレーでアウト。
巨人は5回表、1死から高田が左前安打で出塁、王が四球で出塁、続く長嶋は山田の初球をスイングするも止めようとしたバットに手が出て浅い右翼飛を放つも、阪急の右翼手長池が捕球できずに安打となり満塁となる。続く末次が山田の足元へ強いゴロを放つも山田がグラブを差し出すのが遅れて打球が中前に抜けて、2点適時打となり3-1。
阪急は6回裏、先頭の住友が四球で出塁、続く加藤が菅原の足を直撃するライナー放ち無死一、二塁。菅原は負傷して降板、二番手は関本四十四。だが、続く長池、森本潔がいずれも初球に手を出して凡退。二死後、代打ソーレルの適時打で1点を返す。
阪急は9回裏、先頭の長池が四球で出塁、続くソーレルが安打で無死一、二塁とチャンスを作る。ここで巨人は堀内がリリーフ登板、第1戦から4連投となる。ここで阪急ベンチは続く打者岡田幸喜。巨人の内野陣はこの場面で阪急がバントで進塁か強打するかを見極めるため、堀内に対し二塁へ牽制球を投げるよう指示する。登板したばかりの堀内は指示通り二塁へ牽制。この時岡田はバントの構えを見せた。この動きを見た巨人の野手陣は「バントではなく強攻してくる」と予測、果たして岡田は遊撃左へライナーを放つが黒江がこれを好捕し、二塁に入った土井にトスして併殺、阪急は二死一塁となる。阪急はなお大橋がレフトポール際へあわや本塁打という大飛球を放ち、結局四球を選ぶ。続く代打当銀秀崇も四球を選び二死満塁と堀内を攻めるも、福本のセンター前へ抜けようかというライナーを土井が好捕し、ゲームセット。
公式記録関係（日本野球機構ページ）

### 第5戦
10月28日　西宮　入場者27269人
| 巨人 | 0 | 0 | 5 | 3 | 0 | 0 | 0 | 0 | 0 | 8 |
| 阪急 | 0 | 1 | 0 | 0 | 0 | 0 | 0 | 0 | 2 | 3 |

（巨）○高橋一（1勝）－森

（急）米田、●戸田（1敗）、牧、児玉、山田、足立－種茂、岡田

本塁打

（巨）王1号ソロ（3回戸田）、長嶋2号ソロ（3回戸田）、黒江1号2ラン（3回戸田）、森1号ソロ（3回戸田） 
 
（急）大熊1号ソロ（2回高橋一）、長池3号2ラン（9回高橋一）
[審判]セ松橋（球）パ斎田　セ岡田功　パ道仏（塁）セ谷村　パ田川（外）
予定されていた27日金曜日の試合は雨で順延し、28日土曜日に第5戦が行われた。巨人の先発は高橋一三、阪急の先発は今シリーズ初登板となるベテランの米田哲也。阪急が2回裏に大熊の本塁打で先制。西本監督は3回表から米田から戸田善紀へ継投する。戸田をこの試合で起用したのはシリーズ3試合に登板して6イニングを無失点に抑えた実績を西本監督が買ったものだった。3回表巨人は一死から王、長嶋が連続本塁打を放って逆転。続く末次が四球で一塁へ出塁すると、次打者黒江透修が2点本塁打、さらに次打者の森昌彦も本塁打を放ち、1イニング4本塁打のシリーズ記録をマークして5得点をあげる。戸田はわずかアウト1つ取っただけで降板し、牧憲二郎が登板。
巨人は4回にも阪急四番手の児玉好弘から、長嶋の二塁打と黒江の内野安打で3点を追加して、8-1とリードを広げた。9回裏、阪急は長池が2点本塁打を放ったが時すでに遅く、最後は先発の高橋一が岡田幸喜を三振に仕留め、巨人が4勝1敗で8年連続日本一を達成。高橋一は完投で4年連続のシリーズ胴上げ投手となった。
雨で試合が1日順延した際、西本は恵みの雨だと喜んだ。西本は第5戦の先発投手について、足立を起用して勝利すると、第6戦の後楽園での舞台を若い投手で乗り切らなくてはならず若手に後楽園は荷が重いとし、第6戦以降を見据えたものだったと明かした。だが、阪急はすでに3敗を喫し「阪急には"あす"がないはずなのに、西本監督の頭の中には“あす”があった」（読売新聞）と西本の用兵はマスコミに疑問視された。さらに、戸田の起用についても「あそこ（長島に打たれたところ）でとまってくれば止まってくれればという気持ちだった」という西本の決断は、マスコミの批判を浴びた。
公式記録関係（日本野球機構ページ）

## 表彰選手
- 最優秀選手賞、最優秀投手賞 堀内恒夫（巨）
- 敢闘賞 足立光宏 （急）
- 打撃賞 王貞治（巨）
- 技能賞 末次民夫（巨）
- 優秀選手賞 長嶋茂雄（巨）

## テレビ・ラジオ中継

### テレビ中継
- 第1戦:10月21日
  - 日本テレビ　実況：赤木孝男　解説：中上英雄　ゲスト解説：野村克也（南海選手兼任監督）
  - NHK総合　実況：岡田実　解説：小西得郎、鶴岡一人
- 第2戦:10月23日
  - 日本テレビ　実況：越智正典　解説：佐々木信也　ゲスト解説：岡村幸治（東映）、坂井勝二（大洋）
- 第3戦:10月25日
  - 関西テレビ≪フジテレビ系列≫　実況：松本暢章　解説：吉田義男、荒川博　ゲスト解説：小山正明（ロッテ、翌年大洋へ移籍）
- 第4戦:10月26日
  - 関西テレビ≪フジテレビ系列≫　実況：塩田利幸　解説：吉田義男、荒川博　ゲスト解説：小山正明
  - NHK総合　実況：岩本修　解説：加藤進、鶴岡一人
- 第5戦:10月28日
  - 関西テレビ≪フジテレビ系列≫　実況：松本暢章　解説：吉田義男、荒川博　ゲスト解説：小山正明

※なお、第6・7戦は日本テレビで中継される予定だった。

### ラジオ中継
- 第1戦:10月21日
  - NHKラジオ第1　実況：鈴木文彌　解説：加藤進
  - TBSラジオ（JRN）　実況：渡辺謙太郎　解説：水原茂　ゲスト：田宮謙次郎（東映監督）
  - 文化放送（NRN）　実況：佐藤依　解説：荒川博、城之内邦雄
  - ニッポン放送（NRN）　実況：深澤弘　解説：関根潤三、小森光生　ゲスト：豊田泰光（近鉄コーチ）
  - ラジオ関東（現・ラジオ日本）　解説：千葉茂　ゲスト：沼澤康一郎
- 第2戦:10月23日
  - NHKラジオ第1　実況：岡田実　解説：鶴岡一人、小西得郎
  - TBSラジオ（JRN）　実況：新村尚久　解説：松木謙治郎　ゲスト解説：野村克也
  - 文化放送（NRN）　実況：月岡逸弥　解説：荒川博、城之内邦雄、別所毅彦
  - ニッポン放送（NRN）　解説：関根潤三、小森光生　ゲスト解説：平松政次（大洋）
- 第3戦:10月25日
  - NHKラジオ第1　実況：鈴木文彌　解説：小西得郎
  - TBSラジオ（JRN・毎日放送制作）　実況：高木良三　解説：杉浦忠　ゲスト解説：岡村幸治
  - 文化放送　実況：田崎裕一　解説：別所毅彦、城之内邦雄
  - ニッポン放送（NRN・朝日放送制作）　解説：笠原和夫　ゲスト：野村克也、江夏豊（阪神）
  - ラジオ関東　実況：島碩弥　解説：広岡達朗　ゲスト：沼澤康一郎
- 第4戦:10月26日
  - NHKラジオ第1　
  - TBSラジオ（JRN・毎日放送制作）　実況：井上光央　解説：杉浦忠　ゲスト解説：岡村幸治
  - 文化放送（NRN・朝日放送制作）　実況：中村哲夫　解説：花井悠
  - ニッポン放送　解説：関根潤三　ゲスト：豊田泰光
  - ラジオ関東　実況：内藤幸位　解説：宮田征典　ゲスト：沼澤康一郎
- 第5戦:10月28日
  - NHKラジオ第1　解説：小西得郎
  - TBSラジオ（JRN・毎日放送制作）　実況：井上光央　解説：杉浦忠　ゲスト解説：岡村幸治
  - 文化放送　実況：月岡逸弥　解説：別所毅彦、城之内邦雄
  - ニッポン放送（NRN・朝日放送制作）　解説：皆川睦雄　ゲスト解説：野村克也、江夏豊
  - ラジオ関東　実況：島碩弥 解説：広岡達朗　ゲスト：沼澤康一郎